# Matej Pátak
Matej Pátak est un joueur slovaque de volley-ball né le 8 juin 1990 à Dolný Kubín (alors en Tchécoslovaquie). Il mesure 1,97 m et joue réceptionneur-attaquant. Il est international slovaque.

## Clubs
| Club                   | De        | À         |
| ---------------------- | --------- | --------- |
| Volejbal Brno          | 2008-2009 | 2009-2010 |
| VKP Bratislava         | 2010-2011 | 2011-2012 |
| Volley Team Bratislava | 2012-2013 | 2012-2013 |
| Beauvais Oise UC       | 2013-2014 | 2014-2015 |
| AZS Częstochowa        | 2015-2016 | 2015-2016 |
| Chaumont VB 52         | 2016-2017 | 2016-2017 |
| Warta Zawiercie        | 2017-2018 | 2017-2018 |
| Chaumont VB 52         | 2018-2019 | 2019-2020 |
| VK Lvi Prague          | 2020-2021 | ...       |

## Palmarès
- Challenge Cup
  - Finaliste : 2017
- Championnat de France de volley-ball masculin (1)
  - Vainqueur : 2017
- Championnat de Slovaquie (1)
  - Vainqueur : 2011, 2013
  - Finaliste : 2012
- Coupe de Slovaquie (1)
  - Vainqueur : 2013